# فدریکو تافانی
فدریکو تافانی (انگلیسی: Federico Tafani؛ زادهٔ ۱۲ دسامبر ۱۹۸۱) بازیکن فوتبال اهل ایتالیا است.
از باشگاه‌هایی که در آن بازی کرده‌است می‌توان به باشگاه فوتبال آنکونا اشاره کرد.